# Сромовце-Нижні
Сромовце-Нижні (пол. Sromowce Niżne) — село в Польщі, у гміні Чорштин Новотарзького повіту Малопольського воєводства.
Населення — 1025 осіб (2011).
У 1975-1998 роках село належало до Новосондецького воєводства.

## Демографія
Демографічна структура станом на 31 березня 2011 року:
|          | Загалом | Допрацездатний вік | Працездатний вік | Постпрацездатний вік |
| -------- | ------- | ------------------ | ---------------- | -------------------- |
| Чоловіки | 505     | 114                | 331              | 60                   |
| Жінки    | 520     | 116                | 295              | 109                  |
| Разом    | 1025    | 230                | 626              | 169                  |